# František Štefánik
František Štefánik (8. července 1919 – ???) byl slovenský a československý politik, poúnorový poslanec Národního shromáždění ČSR, Národního shromáždění ČSSR a Sněmovny lidu Federálního shromáždění a přední funkcionář Strany slobody, v níž představoval prokomunistické konzervativní křídlo.

## Biografie
Patřil ke skupině funkcionářů, která po únorovém převratu v roce 1948 ovládla Stranu slobody a proměnila ji na loajálního spojence komunistického režimu. V polovině 50. let 20. století jeho role dále vzrostla poté, co vyhrál v rámci mocenského boje uvnitř Strany slobody. Od roku 1954 se totiž tehdejší předseda strany Vincent Pokojný a jeho spojenci snažili o jistou aktivizaci stranické práce, zvýšení počtu členů, profilaci programových rysů a větší nezávislost na KSČ. František Štefánik naopak reprezentoval konzervativní prokomunistickou část funkcionářů. Počátkem roku 1955 se Štefánik stal vedoucím tajemníkem Strany slobody a v prosinci 1955 odevzal Ústřednímu výboru slovenské Národní fronty kompromitující materiály, v nichž se naznačovalo, že Vincent Pokojný a další politici Strany slobody se pokoušeli o protistátní převrat. V lednu 1956 Státní bezpečnost skutečně Vincenta Pokojného zatkla, zbavila politických funkcí a roku 1956 byl odsouzen k dlouhému trestu odnětí svobody.
Štefánik vytlačil svého rivala nejen ze strany ale i z parlamentu. Po volbách v roce 1954 byl totiž zvolen do Národního shromáždění za Stranu slobody ve volebním obvodu Senec-Sereď). Mandát ovšem nabyl až dodatečně v červenci 1956 jako náhradník právě poté, co rezignoval poslanec Vincent Pokojný. Mandát obhájil ve volbách v roce 1960 (nyní již jako poslanec Národního shromáždění ČSSR za Západoslovenský kraj, podílel se na projednání ústavy ČSSR v roce 1960) a ve volbách v roce 1964. V Národním shromáždění zasedal až do konce jeho funkčního období v roce 1968.
Po roce 1955 zastával Štefánik trvale post vedoucího (generálního) tajemníka Strany slobody a fakticky šlo o nejvlivnější post, silnější než formální předseda strany, jímž byl v letech 1956-1986 Michal Žákovič. Právě se Žákovičem se Štefánik utkal v roce 1957 v dalším mocenském duelu, tentokrát se spor vedl o ovládnutí stranického týdeníku Sloboda. V tomto soupeření využíval Štefánik své kontakty a podporu od Komunistické strany Slovenska. Během pražského jara roku 1968 jeho vliv na Stranu slobody poklesl. 3. května 1968 otiskl list Sloboda kritiku stávajícího vedení a specificky kritizoval Františka Štefánika. 16. května 1968 přijalo vedení strany jeho rezignaci na post vedoucího tajemníka.
Po invazi vojsk Varšavské smlouvy do Československa za počínající normalizace se znovu do politických funkcí vrátil. Po federalizaci Československa usedl roku 1969 do Sněmovny lidu Federálního shromáždění (volební obvod Veľký Šariš), kde setrval do konce volebního období, tedy do voleb v roce 1971. K roku 1968 se profesně uvádí jako pracovník MZV, bytem z Veľkého Krtíše.